# Lauda Sion
Lauda Sion Salvatorem («Ла́уда Си́он Сальвато́рем», с лат. «Хвали, Сион, Спасителя») — секвенция, приуроченная к католическому Празднику Тела и Крови Христовых. Автор текста — Фома Аквинский. Автор музыки неизвестен. Древнейшие рукописи, содержащие нотированную секвенцию, относятся к XIII веку.

## Текст
Стихи написаны четырёхстопным хореем. Первые 18 строф — типичные для поздней секвенции терцины с типичной рифмовкой: первые две строки на одну рифму, третья — на другую, единую с последней строкой следующей строфы. Строфы 19-22 четырёхстрочные, строфы 23-24 пятистрочные, с тем же принципом рифмовки (вся строфа на одну рифму кроме последней строки, которая рифмуется с последней строкой следующей строфы).
| 1. Lauda Sion Salvatorem, Lauda ducem et pastorem In hymnis et canticis. 2. Quantum potes, tantum aude, Quia maior omni laude, Nec laudare sufficis. 3. Laudis thema specialis Panis vivus et vitalis Hodie proponitur. 4. Quem in sacrae mensa cenae Turbae fratrum duodenae Datum non ambigitur. 5. Sit laus plena, sit sonora, Sit iucunda, sit decora Mentis iubilatio. 6. Dies enim solemnis agitur, In qua mensae prima recolitur Huius institutio. 7. In hac mensa novi Regis Novum Pascha novae legis Phase vetus terminat. 8. Vetustatem novitas, Umbram fugat veritas, Noctem lux eliminat. 9. Quod in cena Christus gessit, Faciendum hoc expressit In sui memoriam. 10. Docti sacris institutis Panem, vinum in salutis Consecramus hostiam. 11. Dogma datur Christianis, Quod in carnem transit panis Et vinum in sanguinem. 12. Quod non capis, quod non vides, Animosa firmat fides Praeter rerum ordinem. 13. Sub diversis speciebus, Signis tantum et non rebus, Latent res eximiae: 14. Caro cibus, sanguis potus, Manet tamen Christus totus Sub utraque specie. 15. A sumente non concisus, Non confractus, non divisus Integer accipitur. 16. Sumit unus, sumunt mille, Quantum isti, tantum ille, Nec sumptus consumitur. 17. Sumunt boni, sumunt mali, Sorte tamen inaequali, Vitae vel interitus. 18. Mors est malis, vita bonis, Vide paris sumptionis Quam sit dispar exitus. 19. Fracto demum sacramento, Ne vacilles, sed memento Tantum esse sub fragmento, Quantum toto tegitur. 20. Nulla rei fit scissura, Signi tantum fit fractura, Qua nec status nec statura Signati minuitur. 21. Ecce panis angelorum, Factus cibus viatorum, Vere panis filiorum, Non mittendus canibus! 22. In figuris praesignatur, Cum Isaac immolatur, Agnus paschae deputatur, Datur manna patribus. 23. Bone pastor, panis vere, Jesu, nostri miserere, Tu nos pasce, nos tuere, Tu nos bona fac videre In terra viventium. 24. Tu qui cuncta scis et vales, Qui nos pascis hic mortales, Tuos ibi commensales, Cohaeredes et sodales Fac sanctorum civium. | 1. Хвали, Сион, Спасителя, Хвали вождя и пастыря В гимнах и песнях. 2. Дерзай, что есть мочи, Ибо величие Его превыше всяких похвал, Не переставай же хвалить. 3. Особый предмет хвалы — Хлеб живой и животворный — Ныне возвещается, 4. Который на трапезе святой Двенадцать собратьев Вкушали непременно. 5. Пусть же вознесутся полнозвучные хвалы, Пусть весёлым и нарядным будет Ликование души. 6. Ибо грядёт день торжественный, Когда отмечается Первое учреждение этой трапезы. 7. Этой трапезой нового Царя Новая Пасха нового завета Кладёт конец старой пасхе. 8. Молодость [вытесняет] старость, Истина изгоняет тьму, День упраздняет ночь. 9. Тем, что́ Христос совершил в трапезе, Он указал, что нужно делать В память о себе. 10. Наученные священным обычаям, Как священную жертву, во избавление Мы вкушаем хлеб и вино. 11. Христианам дан догмат о том, Что хлеб превращается в плоть, А вино — в кровь. 12. То, что не понимаешь, чего не видишь, Утверждает глубокая вера Прежде порядка вещей. 13. В различном обличье, Только в символах, а не в предметах Таятся высшие сущности. 14. Плоть в еде, кровь в питье — Так предстаёт весь Христос В двояком виде. 15. Вкушающий воспринимает Его Целиком: нераздробленного, Безраздельного. 16. Вкушает один, вкушает тысяча, Сколько людей, столько и вкушают, И не исчерпается Вкушаемый. 17. Вкушают добрые, вкушают злые, Но с неравной участью: Одним уготована жизнь, другим погибель. 18. Смерть — злым, жизнь — добрым. Смотри, при равной предпосылке Какой неравный исход! 19. Совершив же таинство преломления, Не дай себе усомниться, но помни: В части содержится всё то, Что сокрыто в целом. 20. Сущее неразделимо, Дробь — лишь проявление [целого] знака, В ней ни состояние, ни величина Означаемого не преуменьшается. 21. Вот хлеб ангелов, Сотворённый в пищу странникам, Воистину хлеб сыновей [Израилевых], Который нельзя бросать псам. 22. В прообразах возвещённый, Когда был заклан Исаак, Агнец предназначается для Пасхи, Манна воздаётся отцам. 23. Благой пастырь, хлеб истины, Иисусе, помилуй нас, Паси нас, оберегай нас, Направь нас по пути истинному На земле живущих. 24. Ты, всезнающий и всемогущий, Ты, что пасёшь нас, смертных, здесь, Сделай так, чтобы там мы стали сотрапезниками, Сонаследниками и товарищами Твоих святых собратьев. | Возноси, Сион, хваленья, Гимны, славу, песнопенья Нашему Спасителю, Чьё величие превыше Похвалы любой и высшей,— Пастырю, Учителю. Восхваления бесспорны: Хлеб живой и животворный Ныне возвещается, Что на трапезе священной, На вечере непременно Братьями вкушается. Так звучи, хвала, полнее, Будь нарядней, веселее, Духа ликование! Скоро день наступит торжественный, Светлый день, когда мы отпразднуем Это начинание. Новый Царь на встрече этой: Пасхой Нового завета Старая кончается. Юный старых вытеснит, Тьма бежит от истины, Светом ночь сменяется. Там Христос в своём величье Показал один обычай — Памяти знамение. Долг священный совершаем: Хлеб, вино теперь вкушаем Мы во избавление. Знают догму христиане: Кровию вино предстанет, Плотью хлеб является. Всё, что трудно разуменью, Что темно простому зренью, Верой утверждается. Так, свои меняя лица, Сущность высшая таится, Выявляясь знаками. Плоть едой пресуществится, Кровь питьём, и здесь явится Суть Христа двоякая. Для вкушающих Он целен, Нераздроблен, безразделен — Он един, Вкушаемый. Сотни, тысячи вкушают, Но Его не уменьшают: Он неисчерпаемый. Злые, добрые вкушают, Но различно завершают То, что равно начато. Жизнью добрых отмечают, Злые смертию кончают, Исчезая начисто. В миг святыни разделенья Твёрдо помни без сомненья: Всё, что полнит единенье, В части сохраняется. Сущее неразделимо, В дроби целость проявима, Ни значение, ни имя В ней не уменьшается. Хлеб сей ангелов питает, Пища странников святая, Хлеб сынов, что не бросают Псам на поругание. Нам прообразами данный, В Исааке был закланный Агнец — Пасхе дар, а манна — Отцам воздаяние. Хлеб наш верный, пастырь милый, Иисус Христос, помилуй, Береги нас, дарствуй силы От рожденья до могилы Добрый путь избрати нам. Всеблагий и всемогущий, Ты, всех смертных здесь пасущий, Там, на трапезе грядущей, Посади нас среди кущей Со святыми братьями. |

## Музыка
Мелодия секвенции, написанная в VII церковном тоне, по всей вероятности, более древнего происхождения, чем её текст. Она обнаруживает большое сходство с мелодией, на которую распета секвенция «Laudes crucis» Адама Сен-Викторского (XII век). Распев текста преимущественно силлабический. Как обычно в поздней секвенции, одна и та же мелодия используется для двух соседних строф (структурное единство которых подчёркивается единой для последних строк рифмой), затем обновляется в каждой последующей паре строф. Своеобразие мелодическому контуру и музыкальной форме секвенции придаёт фраза, на которую распета третья строка в строфах 1-2 — мало того, что она охватывает тритон в прямом движении  (a-h-a-g-f-g-g), она ещё и точно повторяется в 3-5, 7, 9 и 10 строфах.

## Рецепция
На текст секвенции писали многие композиторы, в том числе А. Брюмель (в технике alternatim; нечётные строфы — традиционная монодия, чётные — полифоническая обработка cantus firmus), О. ди Лассо (мотеты на отдельные строфы), Дж. П. да Палестрина (три мотета и месса на тему секвенции), Т. Л. де Виктория, К. Монтеверди, Д. Букстехуде (кантата BuxWV 68), Л. Керубини, Ф. Мендельсон, Э. Руббра. Фрагмент оригинальной мелодии включён в III часть симфонии «Художник Матис» П. Хиндемита.